# Crkvenica
Il Crkvenica (in cirillico  Црквеница) è un fiume della Bosnia ed Erzegovina, Bosnia centrale. Crkvenica e Kruševica sono i più grandi affluenti di destra del Vrbanja..
La sua sorgente si trova sul lato Bosnia centrale del monte Šipraška brda, a circa 1200 metri di quota e confluisce da destra nel fiume Vrbanja a quota 520 metri circa.
Alla confluenza tra Crkvenica e Vrbanja c'era un insediamento medievale con una basilica (crkva = chiesa).. Ciò è dimostratore dai resti di lapidi di travertino. Il Più completo di e conservato immerso e Vrbanja (vicino alla posizione primaria - lungo le sponde del fiume). Altri sono tagliati e cosuctio (è possibile una causa della credenza nella leggenda della loro "miracoloso") nelle pareti delle caso circostante circa altri edifici.